# Cacao (Carolina)
Cacao es un barrio ubicado en el municipio de Carolina en el estado libre asociado de Puerto Rico. En el Censo de 2010 tenía una población de 4214 habitantes y una densidad poblacional de 451,95 personas por km².

## Geografía
Cacao se encuentra ubicado en las coordenadas 18°20′37″N 65°57′37″O / 18.34361, -65.96028. Según la Oficina del Censo de los Estados Unidos, Cacao tiene una superficie total de 9.32 km², de la cual 9.14 km² corresponden a tierra firme y (1.97%) 0.18 km² es agua.

## Demografía
Según el censo de 2010, había 4214 personas residiendo en Cacao. La densidad de población era de 451,95 hab./km². De los 4214 habitantes, Cacao estaba compuesto por el 51.68% blancos, el 34.48% eran afroamericanos, el 0.28% eran amerindios, el 0.14% eran asiáticos, el 8.76% eran de otras razas y el 4.65% pertenecían a dos o más razas. Del total de la población el 99.5% eran hispanos o latinos de cualquier raza.